# Aethiopia elongata
Aethiopia elongata là một loài bọ cánh cứng trong họ Cerambycidae.